# Fotlandsvåg
Fotlandsvåg este o localitate din comuna Osterøy, provincia Hordaland, Norvegia, cu o suprafață de 0,4 km² și o populație de 292 locuitori (2013).